# Kostenets Saddle
Der Kostenets Saddle (englisch; bulgarisch Костенечка седловина Kostenezka sedlowina) ist ein 1520 m hoher Bergsattel auf Smith Island im Archipel der Südlichen Shetlandinseln. In der Imeon Range liegt er zwischen dem Mount Pisgah im Norden und dem Ostgrat des Drinov Peak im Süden. Das Kopfende des Wetrino-Gletschers liegt westlich von ihm, nach Osten leitet er zur Zapalnya Cove.
Bulgarische Wissenschaftler kartierten ihn 2009. Die bulgarische Kommission für Antarktische Geographische Namen benannte ihn im selben Jahr nach der Stadt Kostenez im Südwesten Bulgariens.